# 永久寿夫
永久 寿夫（ながひさ としお、1958年 - ）2022年4月より名古屋商科大学経済学部教授、2023年9月より学校法人嘉悦学園の理事長を兼任。2021年12月、株式会社PHP研究所の取締役・専務執行役員（研究グループ総括・経営理念研究本部・クロスドメイン推進担当）を退任。82年に同社入社以来、政策シンクタンク部門研究員、主任研究員、研究部長、「世界を考える京都座会」事務局長、政策シンクタンクＰＨＰ総研・研究主幹、代表などを歴任、同社研究部門の中核を担ってきた。政策提言として「地域主権型道州制」「日本の対露総合戦略」「北海道経営ビジョン」「地域経済活性化プラン」「新しい勤勉（KINBEN）宣言」「経営者が日本の働き方を変える」などをプロデュース。
現在、（一社）政策シンクタンク構想日本シニアアドバイザー、（公財）パブリックリソース財団評議員、（一財）青少年国際交流センター評議員、パルテノンジャパン株式会社上席顧問、（公財）スズキ財団評議員、株式会社PHP研究所客員も務める。
新潟県新発田市出身。

## 履歴
- 1982年、慶應義塾大学法学部政治学科卒業。同年PHP研究所入社[1]。
- 1988年、スタンフォード大学にてロシア・東欧学修士号（M.A.）取得[2]。
- 1994年、カリフォルニア大学（UCLA）にて政治学博士号（Ph.D.）取得[1]。
- 2023年、ハーバード・ビジネス・スクールにてExecutive Education (Global Colloquium on Participant-Centered Learning) 修了。
- 2024年、ハーバード・ビジネス・スクールにてExecutive Education (Case Writing Workshop)修了。

　衆議院議員秘書、杉並区行政評価検討委員会委員、神奈川県「21世紀の県政を考える懇談会」委員、内閣府国際青年育成事業ハンガリー派遣団団長、熱海市行財政改革会議委員、内閣府行政刷新会議・事業仕分け分科会評価者、国家戦略会議フロンティア分科会事務局長、自治創造学会理事、内閣官房行政改革推進本部歳出改革ＷＧ委員、松下幸之助記念志財団評議員などを歴任。教育分野では、東京外国語大学非常勤講師、京都大学公共政策大学院外部評価委員、関西大学客員教授、拓殖大学客員教授、嘉悦学園理事・嘉悦大学客員教授などを歴任。
大学時代に一年間休学し世界を旅した際に撮影した写真の個展「join」（＠写真の町シバタ2020）が新発田市役所1階ギャラリーで開催され好評を得た。

## 発言
- 政治、行政、働き方、松下幸之助経営理念等多岐にわたる。

## 著書
- 『二十一世紀日本国憲法私案　新しい時代にあった国づくりのために』（江口克彦・永久寿夫編著　PHP研究所）
- 『こんなのはじめて！スラスラ読める「日本政治原論」』（永久寿夫著　PHP研究所)
- 『世界はこうして財政を立て直した－9カ国の成功事例を徹底研究－』（林宏昭・永久寿夫編著　PHP研究所）
- 『いま「首相公選」を考える』（弘文堂編集部編)
- 『地方分権への道標』（静岡県編)
- 『日本の安全保障と憲法』（加藤秀治郎編　南窓社)
- 『国際政治学の基礎知識』（加藤秀治郎・渡辺啓貴編　芦書房)
- 『ゲーム理論の政治経済学――選挙制度と防衛政策』(PHP研究所)
- 『正論自由第二巻』（慶應義塾出版会）など